# Citti-Park
Citti-Park er en kæde af indkøbscentre i Tyskland. Det er varehus-kæden CITTI der ejer og driver centrene, som også indeholder flere andre butikker.

## Citti-ParkFlensborg
20 butikker og 1000 p-pladser:
- CITTI
- Findus Bücher
- McDonalds
- Media Markt
- Nord-Ostsee Sparkasse

## Citti-ParkKiel
89 butikker og 3250 p-pladser:
- ALDI
- Bonita
- CITTI
- Deichmann
- Esprit
- Hennes & Mauritz
- Hunkemöller
- Intersport
- Jack & Jones
- McDonalds
- Media Markt
- NewYorker
- Noa Noa
- Pandora
- Toys "R" Us
- Vero Moda

## Citti-ParkLübeck
53 butikker og 2150 p-pladser:
- ALDI
- Bonita
- Burger King
- CITTI
- Findus Bücher
- Intersport
- Media Markt
- Toys "R" Us

## Citti-ParkRostock
12 butikker og 1000 p-pladser:
- ALDI
- CITTI

## Citti-ParkStralsundOstsee-Center
16 butikker og 800 p-pladser:
- famila
- kik
- Lidl
- Medi Max

## Citti-Park Stralsund Strelapark
52 butikker og 1500 p-pladser:
- Bonita
- CITTI
- Intersport
- McDonalds
- Media Markt
- Mister Minit
- NewYorker